# جوردن تيت
جوردن تيت (بالإنجليزية: Jordan Tait)‏ هو لاعب كرة قدم ومدرب كرة قدم بريطاني في مركز ظهير ‏، ولد في 27 سبتمبر 1979 في Berwick-upon-Tweed ‏ في المملكة المتحدة. لعب مع أولدهام أثلتيك وبيرويك راينجرز ودارلينجتون إف سى وسانت جونستون ونادي آير يونايتد ونادي اربوراث ونادي روس كاونتي ونادي ستنهاوسموير ونيوكاسل يونايتد.